# جيرالدين هاريس
جيرالدين هاريس (بالإنجليزية: Geraldine Harris)‏ هي عالمة الإنسان بريطانية، ولدت في 1951.